# Orden del Corazón Dorado
La Orden del Corazón Dorado o de Oro (en tagalo: Orden ng Gintong Puso) es una orden de Filipinas.

## Historia
Creado por la Orden Ejecutiva 40-A con fecha del 21 de junio de 1954, el Premio Presidencial del Corazón de Oro fue actualizado a la Orden del Corazón de Oro por la Orden Ejecutiva 236 el 19 de septiembre de 2003.

## Criterios
La Orden del Corazón Dorado otorga reconocimiento oficial a los ciudadanos filipinos o extranjeros que han prestado servicios distinguidos o han prestado ayuda monetaria u otra ayuda material notable, aliento a la campaña para mejorar y mejorar las condiciones morales, sociales y económicas de las masas filipinas, y para el voluntariado al servicio de las masas filipinas.

## Rangos
La Orden del Corazón de Oro estará compuesta por los siguientes rangos:
- Gran Collar (GCGH) (Maringal na Kuwintas): Conferido a un antiguo o actual jefe de Estado y/o de gobierno, ver foto.
- Gran Cruz (GCrGH) (Maringal na Krus): Conferido a un Príncipe Heredero, Vicepresidente, Presidente del Senado, Presidente de la Cámara, Presidente del Tribunal Supremo o su equivalente, ministro de Relaciones Exteriores u otro funcionario de rango del gabinete; o sobre un embajador, subsecretario, subsecretario u otra persona de un rango similar o equivalente al anterior
- Gran Oficial (GOGH) (Maringal na Pinuno): Conferido a un Encargado de Negocios, por ej., Ministro, Ministro Consejero, Cónsul General al frente de una oficina consular, Director Ejecutivo u otra persona de un rango similar o equivalente al anterior
- Comandante (CGH) (Komandante): Encargado de Negocios, ai, Consejero, Primer Secretario, Cónsul General en la sección consular de una Embajada, Oficial consular con un rango personal superior al Segundo Secretario, Director u otra persona de un rango similar o equivalente a lo anterior
- Oficial (OGH) (Pinuno): conferido a un segundo secretario, cónsul, subdirector u otra persona de un rango similar o equivalente al anterior
- Miembro (MGH) (Kagawad): conferido a un tercer secretario, vicecónsul, agregado, asistente principal u otra persona de un rango similar o equivalente al anterior

## Insignias
La cinta de la orden es roja. El premio tenía una cinta tricolor azul, blanca y roja
   La placa y la placa son una cruz maltesa esmaltada en verde con un medallón dorado ovalado que representa las manos abiertas a un corazón dorado brillante, coronado por un lema inverso "INOPE MANUM TUAM APERVIT", todo el medallón rodeado por una corona verde de laurel, y entre las ramas, cordones dorados y hojas verdes.
   La insignia fue diseñada originalmente como una medalla por Gilbert Pérez y luego modificada en la insignia de la Orden por Galo Ocampo.

## Caballeros de la Orden
- Daniel Akaka, Gran Cruz (Maringal na Krus), 2008[5]

- Fe del Mundo, Gran Collar (Maringal na Kuwintas), 2011 (póstumo)[6]

- Bob Filner, Gran Cruz (Maringal na Krus), 2008[5]

- Darrell Issa, Gran Cruz (Maringal na Krus), 2008[5]

- Reina Letizia de España, Gran Cruz (Maringal na Krus), 2007[7]

- Cuerpo de Paz en Filipinas, Premio Presidencial del Corazón de Oro, 1983[8]

- Nancy Pelosi, Gran Cruz (Maringal na Krus), 2008[5]

- Rodolfo "Dolphy" V. Quizon, Sr., Gran Collar (Maringal na Kuwintas), 2010

- Harry Reid, Gran Cruz (Maringal na Krus), 2008

- Reina Sofía de España, Gran Collar (Maringal na Kuwintas), 2007[7]

- Tsuneo Tanaka, Gran Cruz (Maringal na Krus), 2013[9]

- Imelda Marcos, Gran Collar (Maringal na Kuwintas)

- Reina Sirikit de Tailandia, Premio Presidencial del Corazón de Oro, 1968

- Reina Ratna de Nepal, Premio Presidencial del Corazón de Oro, 1971